# Generazione romantica
Generazione romantica (风流一代S, Fēngliú yīdàiP, lett. "generazione romantica" o "generazione errante") è un film del 2024 diretto da Jia Zhangke.

## Trama
Datong, 2001. Qiao Qiao parte alla ricerca del suo ragazzo Bin, che ha lasciato lei e la città per cercar fortuna altrove. Nel far ciò, attraverserà oltre vent'anni di storia e cambiamenti culturali in Cina.

## Produzione
Il film è nato dagli spezzoni girati da Jia, la sua troupe e alcuni attori senza soluzione di continuità nell'arco di vent'anni a partire dal 2001, senza una sceneggiatura o una storia in mente. Il confinamento durante la pandemia di COVID-19 in Cina ha dato occasione al regista di rimettere mano al materiale che era rimasto a languire da anni. Affascinato dalla maniera in cui risultavano visibili gli effetti dello scorrere del tempo su luoghi e persone, Jia ha deciso di montare il girato, che spaziava dal 16mm al video digitale, in modo da formare una storia coesa. Come raccordo tra varie sequenze ha usato anche scene dei suoi vecchi film, tra cui Unknown Pleasures (2002).
Mentre per due terzi è composto da materiale pre-esistente, l'ultima parte, ambientata nel 2023, è stata appositamente girata per il film. Le riprese sono durate 60 giorni.
Per la prima volta nella sua carriera, Jia ha fatto ricorso in gran quantità agli effetti visivi durante la post-produzione, sperimentando anche con l'intelligenza artificiale generativa.

## Distribuzione
Il film è stato presentato in anteprima il 18 maggio 2024 al 77º Festival di Cannes.
È stato distribuito nelle sale cinematografiche italiane da Tucker Film il 17 aprile 2025.

## Accoglienza

### Critica
Sergio Sozzo di Sentieri Selvaggi dà al film 4,3 stelle su 5 e scrive che "in Caught By The Tides Jia ripercorre la coreografia infinita del suo cinema, l’amore tenuto a distanza, lo scarto abissale con il futuro, le immagini che mutano forma quando le vai a rivisitare".

## Riconoscimenti
- 2024 - Festival di Cannes[4]
  - In concorso per la Palma d'oro